# Lista mistrzów świata kierowców rajdowych mistrzostw świata
Tytuł mistrza świata kierowców rajdowych mistrzostw świata (ang. World Rally Championship Drivers’ Championship (WDC)) jest przyznawany po zakończeniu sezonu przez FIA kierowcy, który uzyskał najwięcej punktów w ciągu całego sezonu. Rajdowe mistrzostwa świata powstały na bazie znanych na świecie rajdów, z których niektóre były wcześniej eliminacjami międzynarodowych mistrzostw konstruktorów (ang. International Championship for Manufacturers (IMC)) rozgrywanymi w latach 1970–1972. W latach 1973–1976 liczono tylko klasyfikację producentów. W 1977 roku wprowadzono po raz pierwszy klasyfikację dla kierowców, wygrał ją włoski kierowca – Sandro Munari. Sama klasyfikacja była określana jako Puchar FIA Kierowców (ang. FIA Cup for Drivers). Po raz pierwszy tytuł mistrza świata kierowców przyznano w 1979 roku, tytuł zdobył szwedzki kierowca – Björn Waldegård. Pierwszym kierowcą, który sięgnął po ten tytuł dwukrotnie, był Juha Kankkunen, który triumfował w sezonach 1986 i 1987. Aktualnym mistrzem świata kierowców jest Sébastien Ogier, który jest trzecim po Didierze Auriolu i Sébastienie Loebie, mistrzem świata pochodzącym z Francji.
FIA nie ogłasza kierowcy mistrzem świata aż do ostatniego rajdu w sezonie, ale może on zapewnić sobie tytuł wcześniej, uzyskując taką przewagę nad pozostałymi kierowcami, że nie mają oni możliwości uzyskania wystarczającej liczby punktów aby go wyprzedzić, nawet jeśli ten kierowca nie startowałby do końca sezonu.
W historii rajdowych mistrzostw świata kierowcą, który miał największą przewagę punktową nad drugim zawodnikiem w klasyfikacji generalnej w momencie zakończenia sezonu był Sébastien Ogier, który w sezonie 2013 uzyskał 114 punktów przewagi nad drugim Thierrym Neuville. Rekordzistą pod względem liczby tytułów mistrza świata jest Sébastien Loeb, który zwyciężał klasyfikację generalną dziewięciokrotną rzędu latach 2004–2012. Z kolei minimalna przewaga nad drugim zawodnikiem mistrzostw świata wynosiła jeden punkt, taka sytuacja powtórzyła się sześciokrotnie w sezonach: 1977, 1979, 1997, 2003, 2006 i 2009.
Ogółem dziewiętnastu kierowców sięgało po mistrzostwo świata. Najmłodszym zdobywcą tytułu mistrza świata jest Colin McRae, który tryumfował w wieku 27 lat i 78 dni w sezonie 1995, a najmłodszym w historii podwójnym zwycięzcą mistrzostwem świata jest Juha Kankkunen, który wygrywał w sezonach 1986 i 1987. Najstarszym tryumfatorem jest Hannu Mikkola, który w sezonie 1983 zwyciężył w wieku 41 lat i 183 dni. Najwięcej, siedmiu mistrzów świata pochodzi z Finlandii.

## Chronologiczna lista triumfatorów
Poniższa tabela przedstawia chronologiczne zestawienie zwycięzców rajdowych mistrzostwa świata w sezonach 1977-2013 wraz z liczbą zwycięstw, miejsc na podium i punktów zdobytych podczas wskazanego sezonu oraz przewagą nad drugim zawodnikiem klasyfikacji generalnej i wiekiem kierowcy podczas ostatniego dnia wyścigu zaliczanego do mistrzostw świata.
| Sezon | Kierowca         | Zespół                                | Liczba zwycięstw | Liczba miejsc na podium | Liczba punktów | Przewaga nad drugim zawodnikiem | Wiek             | Źródło              |
| ----- | ---------------- | ------------------------------------- | ---------------- | ----------------------- | -------------- | ------------------------------- | ---------------- | ------------------- |
| 1977  | Sandro Munari    | Lancia Alitalia                       | 3                | 4                       | 31             | 1                               | 37 lat, 268 dni  | [ 2 ] [ 3 ] [ 4 ]   |
| 1978  | Markku Alén      | Markku Alén*                          | 4                | 8                       | 52             | 21                              | 27 lata, 281 dni | [ 6 ] [ 7 ] [ 4 ]   |
| 1979  | Björn Waldegård  | Ford Motor Co*                        | 2                | 7                       | 112            | 1                               | 36 lat, 32 dni   | [ 9 ] [ 10 ] [ 4 ]  |
| 1980  | Walter Röhrl     | Fiat Italia*                          | 4                | 6                       | 118            | 54                              | 33 lat, 282 dni  | [ 11 ] [ 12 ] [ 4 ] |
| 1981  | Ari Vatanen      | Rothmans Rally Team                   | 3                | 5                       | 96             | 7                               | 29 lat, 212 dni  | [ 13 ] [ 14 ] [ 4 ] |
| 1982  | Walter Röhrl     | Rothmans Opel Rally Team              | 2                | 8                       | 109            | 12                              | 35 lat, 263 dni  | [ 15 ] [ 12 ] [ 4 ] |
| 1983  | Hannu Mikkola    | Audi Sport                            | 4                | 7                       | 125            | 23                              | 41 lat, 183 dni  | [ 16 ] [ 17 ] [ 4 ] |
| 1984  | Stig Blomqvist   | Audi Sport*                           | 5                | 6                       | 125            | 21                              | 38 lat, 123 dni  | [ 18 ] [ 19 ] [ 4 ] |
| 1985  | Timo Salonen     | Peugeot Talbot Sport*                 | 5                | 8                       | 127            | 52                              | 34 lat, 51 dni   | [ 20 ] [ 21 ] [ 4 ] |
| 1986  | Juha Kankkunen   | Peugeot Talbot Sport*                 | 3                | 6                       | 118            | 14                              | 27 lat, 249 dni  | [ 22 ] [ 23 ] [ 4 ] |
| 1987  | Juha Kankkunen   | Martini Lancia*                       | 2                | 5                       | 100            | 6                               | 28 lat, 237 dni  | [ 24 ] [ 23 ] [ 4 ] |
| 1988  | Massimo Biasion  | Martini Lancia*                       | 5                | 6                       | 115            | 29                              | 30 lat, 322 dni  | [ 25 ] [ 26 ] [ 4 ] |
| 1989  | Massimo Biasion  | Martini Lancia*                       | 5                | 5                       | 106            | 41                              | 31 lat, 320 dni  | [ 27 ] [ 26 ] [ 4 ] |
| 1990  | Carlos Sainz     | Toyota Team Europe                    | 4                | 9                       | 140            | 45                              | 28 lat, 230 dni  | [ 28 ] [ 29 ] [ 4 ] |
| 1991  | Juha Kankkunen   | Martini Lancia                        | 5                | 7                       | 150            | 7                               | 32 lat, 240 dni  | [ 30 ] [ 23 ] [ 4 ] |
| 1992  | Carlos Sainz     | Toyota Team Europe                    | 4                | 8                       | 144            | 10                              | 30 lat, 227 dni  | [ 31 ] [ 29 ] [ 4 ] |
| 1993  | Juha Kankkunen   | Toyota Castrol Team*                  | 5                | 7                       | 135            | 23                              | 34 lat, 236 dni  | [ 32 ] [ 23 ] [ 4 ] |
| 1994  | Didier Auriol    | Toyota Castrol Team*                  | 3                | 6                       | 116            | 17                              | 36 lat, 97 dni   | [ 33 ] [ 34 ]       |
| 1995  | Colin McRae      | 555 Subaru World Rally Team*          | 2                | 5                       | 90             | 5                               | 27 lat, 78 dni   | [ 35 ] [ 36 ] [ 4 ] |
| 1996  | Tommi Mäkinen    | Team Mitsubishi Ralliart              | 5                | 6                       | 123            | 31                              | 32 lat, 133 dni  | [ 37 ] [ 38 ] [ 4 ] |
| 1997  | Tommi Mäkinen    | Team Mitsubishi Ralliart              | 4                | 9                       | 63             | 1                               | 32 lat, 152 dni  | [ 39 ] [ 38 ]       |
| 1998  | Tommi Mäkinen    | Team Mitsubishi Ralliart*             | 5                | 7                       | 58             | 2                               | 33 lat, 151 dni  | [ 40 ] [ 38 ] [ 4 ] |
| 1999  | Tommi Mäkinen    | Team Mitsubishi Ralliart              | 4                | 7                       | 62             | 7                               | 34 lat, 150 dni  | [ 41 ] [ 38 ] [ 4 ] |
| 2000  | Marcus Grönholm  | Peugeot Esso Sport*                   | 4                | 7                       | 65             | 5                               | 32 lat, 295 dni  | [ 42 ] [ 43 ] [ 4 ] |
| 2001  | Richard Burns    | 555 Subaru World Rally Team           | 1                | 6                       | 44             | 2                               | 30 lat, 312 dni  | [ 44 ] [ 45 ] [ 4 ] |
| 2002  | Marcus Grönholm  | Peugeot Esso Sport*                   | 5                | 9                       | 77             | 40                              | 34 lat, 285 dni  | [ 46 ] [ 43 ] [ 4 ] |
| 2003  | Petter Solberg   | 555 Subaru World Rally Team           | 4                | 7                       | 72             | 1                               | 29 lat, 356 dni  | [ 47 ] [ 48 ] [ 4 ] |
| 2004  | Sébastien Loeb   | Citroën Total WRT*                    | 6                | 12                      | 118            | 36                              | 30 lat, 262 dni  | [ 49 ] [ 50 ] [ 4 ] |
| 2005  | Sébastien Loeb   | Citroën Total WRT*                    | 10               | 13                      | 127            | 56                              | 31 lat, 271 dni  | [ 51 ] [ 50 ] [ 4 ] |
| 2006  | Sébastien Loeb   | Kronos Total Citroën World Rally Team | 8                | 12                      | 112            | 1                               | 32 lat, 280 dni  | [ 52 ] [ 50 ] [ 4 ] |
| 2007  | Sébastien Loeb   | Citroën Total WRT                     | 8                | 13                      | 116            | 4                               | 33 lat, 279 dni  | [ 53 ] [ 50 ] [ 4 ] |
| 2008  | Sébastien Loeb   | Citroën Total WRT*                    | 11               | 13                      | 122            | 19                              | 34 lat, 285 dni  | [ 54 ] [ 50 ] [ 4 ] |
| 2009  | Sébastien Loeb   | Citroën Total WRT*                    | 7                | 9                       | 93             | 1                               | 35 lat, 241 dni  | [ 55 ] [ 50 ] [ 4 ] |
| 2010  | Sébastien Loeb   | Citroën Total WRT*                    | 8                | 13                      | 276            | 105                             | 36 lat, 261 dni  | [ 56 ] [ 50 ] [ 4 ] |
| 2011  | Sébastien Loeb   | Citroën Total WRT*                    | 5                | 9                       | 222            | 8                               | 37 lat, 260 dni  | [ 57 ] [ 50 ] [ 4 ] |
| 2012  | Sébastien Loeb   | Citroën Total WRT*                    | 9                | 10                      | 270            | 56                              | 38 lat, 259 dni  | [ 58 ] [ 50 ] [ 4 ] |
| 2013  | Sébastien Ogier  | Volkswagen Motorsport*                | 9                | 11                      | 290            | 114                             | 29 lata, 335 dni | [ 4 ]               |
| 2014  | Sébastien Ogier  | Volkswagen Motorsport*                | 8                | 10                      | 267            | 49                              | 30 lata, 334 dni | [ 4 ]               |
| 2015  | Sébastien Ogier  | Volkswagen Motorsport*                | 8                | 10                      | 263            | 80                              | 31 lata, 333 dni | [ 4 ]               |
| 2016  | Sébastien Ogier  | Volkswagen Motorsport*                | 6                | 11                      | 268            | 108                             | 32 lata, 332 dni | [ 4 ]               |
| 2017  | Sébastien Ogier  | M-Sport World Rally Team*             | 2                | 9                       | 232            | 24                              | 33 lata, 331 dni | [ 59 ]              |
| 2018  | Sébastien Ogier  | M-Sport World Rally Team              | 4                | 6                       | 219            | 18                              | 34 lata, 330 dni | [ 60 ]              |
| 2019  | Ott Tänak        | Toyota Gazoo Racing WRT               | 6                | 9                       | 263            | 36                              | 32 lata          | [ 61 ]              |
| 2020  | Sébastien Ogier  | Toyota Gazoo Racing WRT               | 2                | 5                       | 122            | 8                               | 36 lata          | [ 62 ]              |
| 2021  | Sébastien Ogier  | Toyota Gazoo Racing WRT*              | 5                | 7                       | 230            | 23                              | 37 lata          | [ 62 ]              |
| 2022  | Kalle Rovanperä  | Toyota Gazoo Racing WRT*              | 6                | 8                       | 255            | 50                              | 22 lata          | [ 63 ]              |
| 2023  | Kalle Rovanperä  | Toyota Gazoo Racing WRT*              | 3                | 8                       | 250            | 34                              | 23 lata          | [ 63 ]              |
| 2024  | Thierry Neuville | Toyota Gazoo Racing WRT*              | 2                | 6                       | 242            | 32                              | 36 lat           | [ 63 ]              |

## Klasyfikacja zawodników

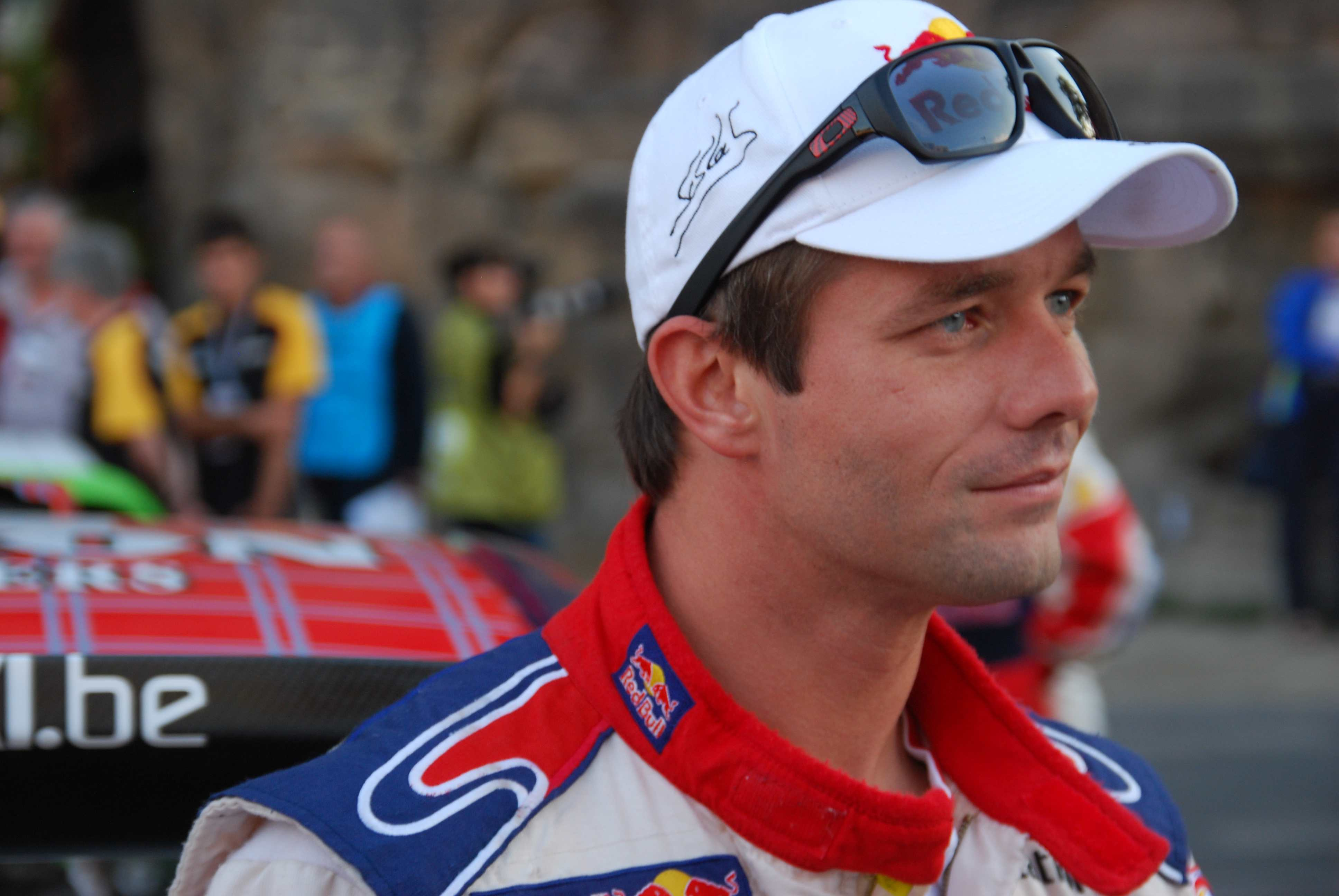
Sébastien Loeb – zdobywca dziewięciu tytułów mistrza świata kierowców z rzędu

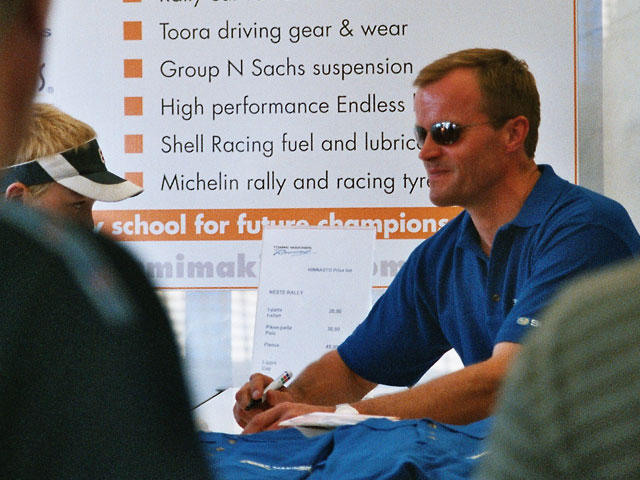
Tommi Mäkinen – zdobywca czterech tytułów mistrza świata kierowców z rzędu

Poniżej znajduje się klasyfikacja zawodników według liczby zdobytych tytułów mistrza świata. Pogrubioną czcionką wyróżniono nazwiska kierowców, którzy startują nadal w rajdowych mistrzostwach świata (stan na koniec sezonu 2023).
| Kierowca         | Kraj            | Liczba tytułów | Sezony                 | Mistrz świata |
| ---------------- | --------------- | -------------- | ---------------------- | ------------- |
| Sébastien Loeb   | Francja         | 9              | 2004–2012              | 18.           |
| Sébastien Ogier  | Francja         | 8              | 2013–2018, 2020–2021   | 19.           |
| Juha Kankkunen   | Finlandia       | 4              | 1986–1987, 1991 i 1993 | 9.            |
| Tommi Mäkinen    | Finlandia       | 4              | 1996–1999              | 14.           |
| Walter Röhrl     | Niemcy          | 2              | 1980, 1982             | 4.            |
| Massimo Biasion  | Włochy          | 2              | 1988–1989              | 10.           |
| Carlos Sainz     | Hiszpania       | 2              | 1990, 1992             | 11.           |
| Marcus Grönholm  | Finlandia       | 2              | 2000, 2002             | 15.           |
| Kalle Rovanperä  | Finlandia       | 2              | 2022, 2023             | 21.           |
| Sandro Munari    | Włochy          | 1              | 1977                   | 1.            |
| Markku Alén      | Finlandia       | 1              | 1978                   | 2.            |
| Björn Waldegård  | Szwecja         | 1              | 1979                   | 3.            |
| Ari Vatanen      | Finlandia       | 1              | 1981                   | 5.            |
| Hannu Mikkola    | Finlandia       | 1              | 1983                   | 6.            |
| Stig Blomqvist   | Szwecja         | 1              | 1984                   | 7.            |
| Timo Salonen     | Finlandia       | 1              | 1985                   | 8.            |
| Didier Auriol    | Francja         | 1              | 1994                   | 12.           |
| Colin McRae      | Wielka Brytania | 1              | 1995                   | 13.           |
| Richard Burns    | Wielka Brytania | 1              | 2001                   | 16.           |
| Petter Solberg   | Norwegia        | 1              | 2003                   | 17.           |
| Ott Tänak        | Estonia         | 1              | 2019                   | 20.           |
| Thierry Neuville | Belgia          | 1              | 2024                   | 22.           |

- Pogrubiono nazwiska kierowców startujących obecnie w rajdowych mistrzostwach świata.

### Kierowcy, którzy zdobywali mistrzostwa świata kierowców z rzędu
Sześciu kierowców zdobyło mistrzostwo świata kierowców z rzędu (stan na koniec sezonu 2023).
| Tytuły | Kierowca        | Sezony               |
| ------ | --------------- | -------------------- |
| 9      | Sébastien Loeb  | 2004–2012            |
| 6      | Sébastien Ogier | 2013–2018, 2020–2021 |
| 4      | Tommi Mäkinen   | 1996–1999            |
| 2      | Juha Kankkunen  | 1986–1987            |
| 2      | Massimo Biasion | 1988–1989            |
| 2      | Kalle Rovanperä | 2022–2023            |

- Pogrubiono nazwiska kierowców startujących obecnie w rajdowych mistrzostwach świata.

## Klasyfikacja państw
Poniższa tabela przedstawia klasyfikację państw, których zawodnicy zdobyli mistrzostwo świata w rajdach dla swojego kraju. W kolumnie ze zwycięzcami pogrubiono nazwiska zawodników, którzy kontynuują karierę w WRC (stan na koniec sezonu 2023).
| Kraj            | Liczba kierowców | Liczba tytułów | Zwycięzcy |
| --------------- | ---------------- | -------------- | --- |
| Francja         | 3                | 18             | Didier Auriol (1), Sébastien Loeb (9), Sébastien Ogier (8)                                                                                             |
| Finlandia       | 8                | 16             | Juha Kankkunen (4), Tommi Mäkinen (4), Marcus Grönholm (2), Markku Alén (1), Ari Vatanen (1), Hannu Mikkola (1), Timo Salonen (1), Kalle Rovanperä (2) |
| Włochy          | 2                | 3              | Sandro Munari (1), Massimo Biasion (2) |
| Wielka Brytania | 2                | 2              | Colin McRae (1), Richard Burns (1) |
| Szwecja         | 2                | 2              | Björn Waldegård (1), Stig Blomqvist (1) |
| Niemcy          | 1                | 2              | Walter Röhrl (2) |
| Hiszpania       | 1                | 2              | Carlos Sainz (2) |
| Norwegia        | 1                | 1              | Petter Solberg (1) |
| Estonia         | 1                | 1              | Ott Tänak (1) |
| Belgia          | 1                | 1              | Thierry Neuville (1) |

- Pogrubiono nazwiska kierowców startujących obecnie w rajdowych mistrzostwach świata.

## Według producenta
| Konstruktor    | Liczba |
| -------------- | ------ |
| Citroën Toyota | 9      |
| Lancia         | 5      |
| Mitsubishi     | 4      |
| Peugeot        | 4      |
| Volkswagen     | 4      |
| * Ford         | 4      |
| Subaru         | 3      |
| FIAT           | 2      |
| Audi           | 2      |
| Opel           | 1      |

- *– Ford w sezonach 1973–1985 startował na amerykańskiej licencji, a od sezonu 1986 startuje na brytyjskiej licencji.
- Pogrubiono nazwy producentów rywalizujących obecnie w rajdowych mistrzostw świata.